# FANUC

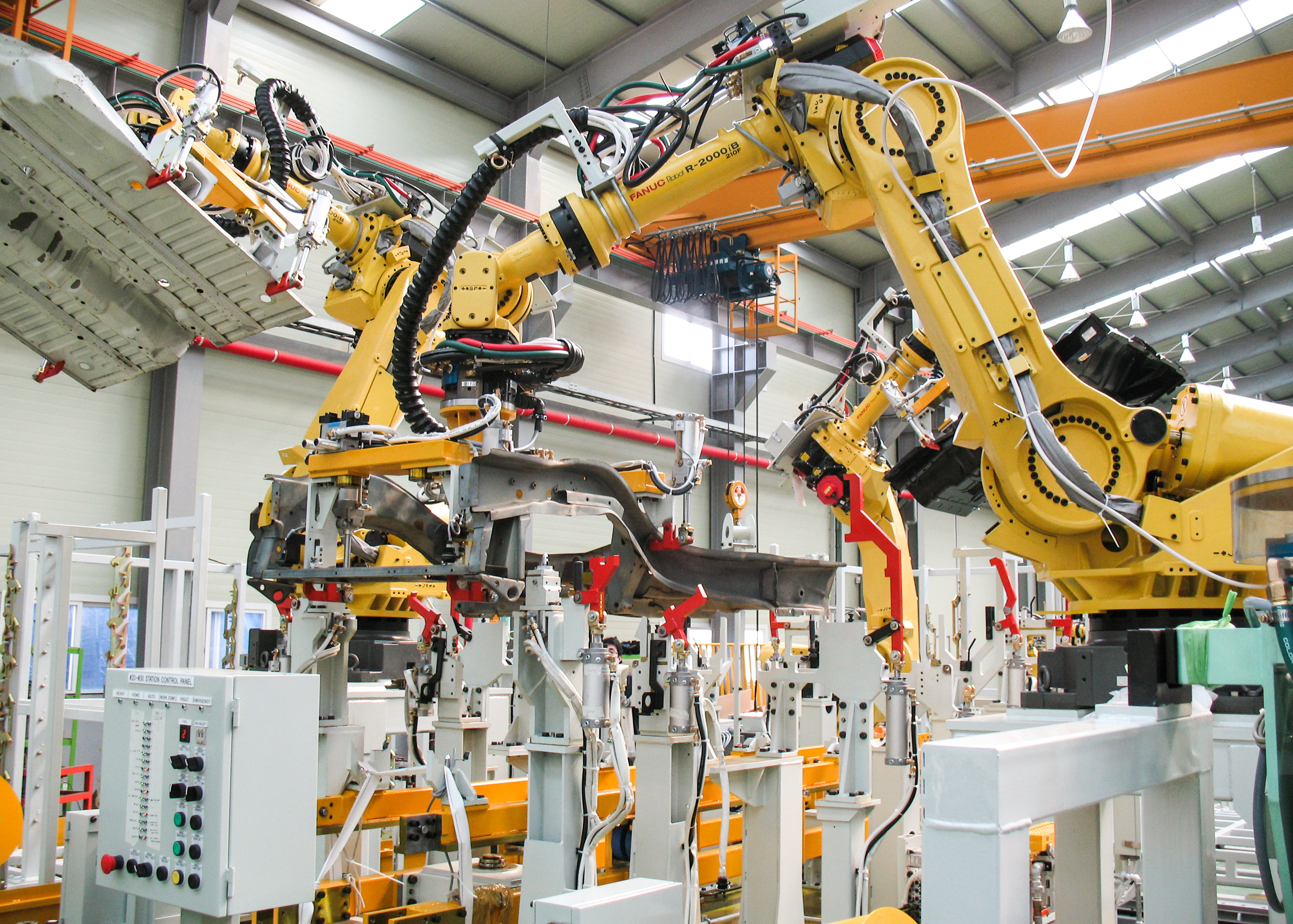
FANUC R2000iB

Fanuc Robotics Ltd (od ang. Factory Automatic Numerical Control) – producent automatyki przemysłowej i dystrybutor robotów przemysłowych, sterowników PLC, serwonapędów, silników, systemów sterowania numerycznego CNC, systemów wizualizacji, systemów sterowania i oprogramowania oraz wsparciem technicznym świadczonym przez kadrę inżynierską. 
Firma jest jednym z największych na świecie producentów robotów przemysłowych i jest częścią FANUC Ltd.
Centrala firmy znajduje się w Oshino-mura w Japonii, a jej dwa główne oddziały to Fanuc Robotics Europe S.A. z siedzibą w Echternach w Luksemburgu oraz Fanuc Robotics America, Inc. z siedzibą w Rochester Hills w stanie Michigan w USA.
W Polsce powstał oddział Fanuc Polska Sp. z o.o. z siedzibą we Wrocławiu.